# Allopeba paranaensis
Allopeba paranaensis là một loài bọ cánh cứng trong họ Cerambycidae.